# Хризантемовый чай
Хризантемовый чай — настой на цветочной основе, приготовленный из цветков хризантем видов Chrysanthemum morifolium или Chrysanthemum indicum, наиболее популярных в Восточной и Юго-Восточной Азии.
Впервые выращенная в Китае, как трава ещё в 1500 г. до н. э., хризантема стала популярной как чай во времена династии Сун. В китайской традиции после того, как чайник хризантемового чая выпит, к цветам в чайнике обычно снова добавляют горячую воду (чтобы чай был менее крепким); этот процесс часто повторяется несколько раз.
Для приготовления чая цветки хризантемы (обычно сушеные) замачивают в горячей воде (обычно от 90 до 95 градусов по Цельсию после охлаждения от кипения) в чайнике, чашке или стакане; часто также добавляют каменный сахар или тростниковый сахар. Полученный напиток прозрачен, имеет цвет от бледно-желтого до ярко-желтого, с цветочным ароматом.

## Разновидности

### Китай
Для чая используют несколько сортов хризантем от белого до бледно- или ярко-желтого цвета. Обычно включают сорта:
- Хуаншань-гундзю (黄山贡菊, буквально «Хризантема дани Жёлтой горы»); также называется просто гундзю (贡菊)
- Ханбайдзю (杭白菊), происходящий из Тунсяна, недалеко от Ханчжоу; также называется просто Хандзю(杭菊)
- Чуджу (滁菊), происходящий из района Чучжоу провинции Аньхой
- Божу (亳菊), происходящий из района Бочжоу провинции Аньхой

Из них наиболее популярны первые два. Некоторые сорта имеют заметную жёлтую головку цветка, а другие нет.

### Корея
Гукхвача (국화차) изготовлен из высушенной индийской хризантемы, собранной до полного раскрытия.
- Чай из хризантем. Цветки бланшируют в бамбуковой солёной воде, тщательно промывают в холодной воде и обсушивают на кухонном полотенце. Высушенные цветы покрывают ханджи (специальной бумагой) и сушат в комнате ондоль. При подаче в горячую воду добавляют три-четыре цветка.
- Чай из медовой хризантемы. Цветы тщательно промывают и сушат, а затем выдерживают в меде в течение трех-четырех недель. При подаче консервированные цветы добавляют в горячую воду.
- Лечебный чай из хризантем — Цветки тщательно промывают, пропаривают в воде, смешанной с отваром трав, и сушат. При полном высыхании их снова пропаривают, и снова сушат. Этот процесс повторяется девять раз. Соотношение воды и отвара может быть 8:1, отвар обычно готовят из высушенных корней пиона белого лесного, дягиля корейского и любистока.

## Коммерческая доступность
Хотя обычно чай из хризантем готовят дома, он продается во многих азиатских ресторанах (особенно китайских), в различных продуктовых магазинах в Азии и за её пределами, в консервированной или упакованной форме, в виде целого цветка или чайного пакетика.

## Галерея
- Упаковка чая с хризантемами от сингапурского бренда Yeo's.